# Georg Michael Telemann
Georg Michael Telemann (* 20. April 1748 in Plön; † 4. März 1831 in Riga) war ein deutscher Kirchenmusiker und Komponist. Er war Enkel von Georg Philipp Telemann.

## Leben und Werk
Georg Michael Telemann, Sohn des Plöner Pastors Andreas Telemann (1715–1755) und der Augusta Clara Catharina Capsius, kam nach dem Tod des Vaters 1755 ins Haus seines damals 74-jährigen Großvaters Georg Philipp Telemann in Hamburg. In der Hansestadt besuchte er die Gelehrtenschule des Johanneums und anschließend bis 1770 das Akademische Gymnasium. Als 19-Jähriger komponierte er 1767 die Trauer-Ode auf das betrübte Absterben meines Großvaters Herrn Georg Philipp Telemann, des Hamburgischen Musik-Chor-Direktors. Georg Michael Telemann übernahm bis zur Wiederbesetzung der Stelle seines Großvaters Georg Philipp Telemann mit Carl Philipp Emanuel Bach im März 1768 die Vertretung des vakanten Amtes des Cantor Johannei und Director Musices der Stadt Hamburg. Zwischen 1770 und 1772 studierte er an der Christian-Albrechts-Universität zu Kiel Theologie.
1773 wurde Telemann Musikdirektor der Stadtkirchen und Kantor am Dom zu Riga. Zugleich unterrichtete er an der Domschule. In Riga führte er mindestens 21 Passionen seines berühmten Großvaters auf. Im Jahre 1812 edierte Telemann ein Choralbuch mit eigenen Orgelbearbeitungen. Im nachfolgenden Jahr bekam er unter Beibehaltung des Kantorats zusätzlich das Amt des Organisten an der Domkirche übertragen. Georg Michael Telemann wurde 1828 auf seinen Antrag hin wegen eines Augenleidens in den Ruhestand versetzt.
Georg Michael Telemann gilt als Sachwalter des Werks seines Großvaters Georg Philipp Telemann.